# Lisa Skogsberg
Kjerstin Elisabet "Lisa" Skogsberg, född 30 oktober 1927 i Domkyrkoförsamlingen i Göteborg, död 28 maj 1987 i Löderup i Valleberga församling, var en svensk skulptör, tecknare och grafiker.
Skogsberg tillhörde Octaviagruppen och är representerad vid Ystads konstmuseum. Hon var dotter till Harald Skogsberg och syster till Per Skogsberg.